# Diaspora grecque

Les 50 pays comptant le plus de Grecs dans le monde.

La diaspora grecque, également appelée omogenia, désigne les communautés grecques vivant en dehors des territoires d'origine des Grecs (pourtour des mers Noire et Méditerranée : Grèce, sud de l'Albanie, Asie mineure, Chypre, nord de l'Égypte).
Il ne faut pas confondre la diaspora grecque moderne avec la colonisation grecque antique qui était un phénomène d'essaimage de cités. La diaspora moderne a principalement trois sources :
- économique, avec l'expatriation de travailleurs, commerçants, marins, scaphandriers vers les pays industrialisés en voie de développement rapide aux XIXe et XXe siècles ;
- politique avec l'afflux de réfugiés chassés soit par les épurations ethniques successives dans l'Empire ottoman (notamment dans l'Empire finissant et la république de Turquie naissante, entre autres en application du Traité de Lausanne), soit par les dictatures grecques (Metaxas, Colonels), soit par les persécutions des régimes violents instaurés dans les pays où vivaient des minorités grecques (Albanie, Égypte, bloc de l'Est) ;
- intellectuelle avec le choix de nombreux universitaires, artistes et scientifiques grecs de s'établir dans les pays étrangers, en général occidentaux, où ils étaient venus faire leurs études ou diffuser leurs créations.

La diaspora grecque moderne concernerait environ 4 millions de personnes, principalement : États-Unis, France, Ukraine, Égypte, Australie, Canada, Allemagne, Albanie, Royaume-Uni, Afrique du Sud...